# Slipstream (2007)
Slipstream (auch Slipstream Dream) ist ein experimenteller Spielfilm aus dem Jahr 2007. Regie führte Anthony Hopkins, der auch das Drehbuch schrieb, die Hauptrolle spielte und die Filmmusik komponierte.

## Handlung
Slipstream hat keine Handlung im üblichen Sinne, sondern operiert mit Versatzstücken aus diversen Genres, die in mehr assoziativer als narrativer Weise montiert sind, so dass der Film stellenweise Ähnlichkeit mit Werken von Regisseur David Lynch oder auch mit "Stay" von Marc Forster aufweist. Besonders wichtig ist das Spiel mit der Metaebene. Anthony Hopkins stellt den Drehbuchautor Felix Bonhoeffer dar, nach dessen Skript in der Mojave-Wüste ein Gangsterfilm gedreht wird. Von Anfang an vermischen sich die Realitätsebenen. Der Hauptdarsteller des Films stirbt auf dem Filmset, wonach Bonhoeffer das Drehbuch umschreiben soll. Zugleich erscheinen immer wieder Figuren aus seinem Drehbuch in seinem eigenen Leben, welches zunehmend außer Kontrolle gerät. Einerseits steht er unter wachsendem Druck seitens der Produzenten, andererseits leidet er immer häufiger an Orientierungsverlust und Konzentrationsschwächen. Mehr und mehr werden sich dann auch die Personen in seiner Umgebung bewusst, dass sie selbst Filmfiguren sind. Und schließlich scheinen einige Szenen anzudeuten, dass Bonhoeffer alles nur phantasiert. Eine Erklärung oder Auflösung aber gibt es nicht, bis und mit der letzten Szene wird kein Hinweis gegeben, welche Informationen zuverlässig sind und wie man die einzelnen Ebenen zu gewichten hat. Das Resultat ist ein Film, dem nicht mit der üblichen Erwartungshaltung gefolgt werden kann, den Plot herausfiltern zu wollen, denn die Szenen ergänzen und erklären sich nicht gegenseitig, sondern stehen jeweils für sich allein.

## Machart
Die Demontage, die Slipstream inhaltlich betreibt, spiegelt sich in seiner Form. Der Film ist selbst für die Verhältnisse des modernen Thriller- oder Actionkinos ungewohnt schnell und hektisch geschnitten, zudem so, dass die Einstellungen nicht nahtlos ineinander greifen, sondern dass spürbare Übergänge entstehen (etwa wenn ein Sportwagen von einer Einstellung zur nächsten die Farbe wechselt). Auffallend ist auch die Heterogenität der Ästhetik. Verfremdende Stilmittel wie Grobkörnigkeit, Zeitlupen, Überbelichtung, Standbilder oder hochkontrastige Schwarzweißaufnahmen wechseln sich in teils rasend schneller Folge und erhöhen noch die von Slipstream ausgehende Irritation.

## Kritiken
Roger Ebert schrieb in der Chicago Sun-Times vom 26. Oktober 2007, der Film sei der experimentellste Film des Jahres. Er sei ein Versuch der Veranschaulichung des Geisteszustandes eines sterbenden Mannes. Hopkins liefere eine beeindruckende Arbeit.
Der Filmdienst schrieb, „das Regiedebüt des Schauspielers Anthony Hopkins wird als Film-im-Film erzählt, lässt aber keine klare Linie erkennen. Trotz einiger ausdrucksstarker Sequenzen bleibt die lose verknüpfte, elliptische Schnitt- und Bilderkaskade allzu kryptisch; auch sind die Figuren zu schwach konturiert, um ein stimmiges Ganzes zu ergeben. Ein allzu verkopftes Experiment am Rande des narrativen Kinos“.
Cinema lobte das „tolle Ensemble“ in einem „verunglückten Experiment“.

## Auszeichnungen
Anthony Hopkins gewann den Youth Jury Award des Internationalen Filmfestivals von Locarno und wurde für den Goldenen Leoparden nominiert.

## Hintergründe
Der Film wurde in Los Angeles, in Palm Desert (Kalifornien) und in Yucca Valley (Kalifornien) gedreht. Er wurde am 20. Mai 2007 auf dem Cannes Film Market am Rande der Internationalen Filmfestspiele von Cannes vorgestellt. Am 29. Mai 2007 wurde er auf dem Seattle International Film Festival vorgeführt, am 14. Oktober 2007 – auf dem Chicago International Film Festival. Die Vorführungen in den ausgewählten Kinos der USA starteten am 26. Oktober 2007. In Deutschland kam der Film nicht in die Kinos und wurde ab dem 25. Juni 2010 auf DVD vermarktet.